# Eduard Vojan

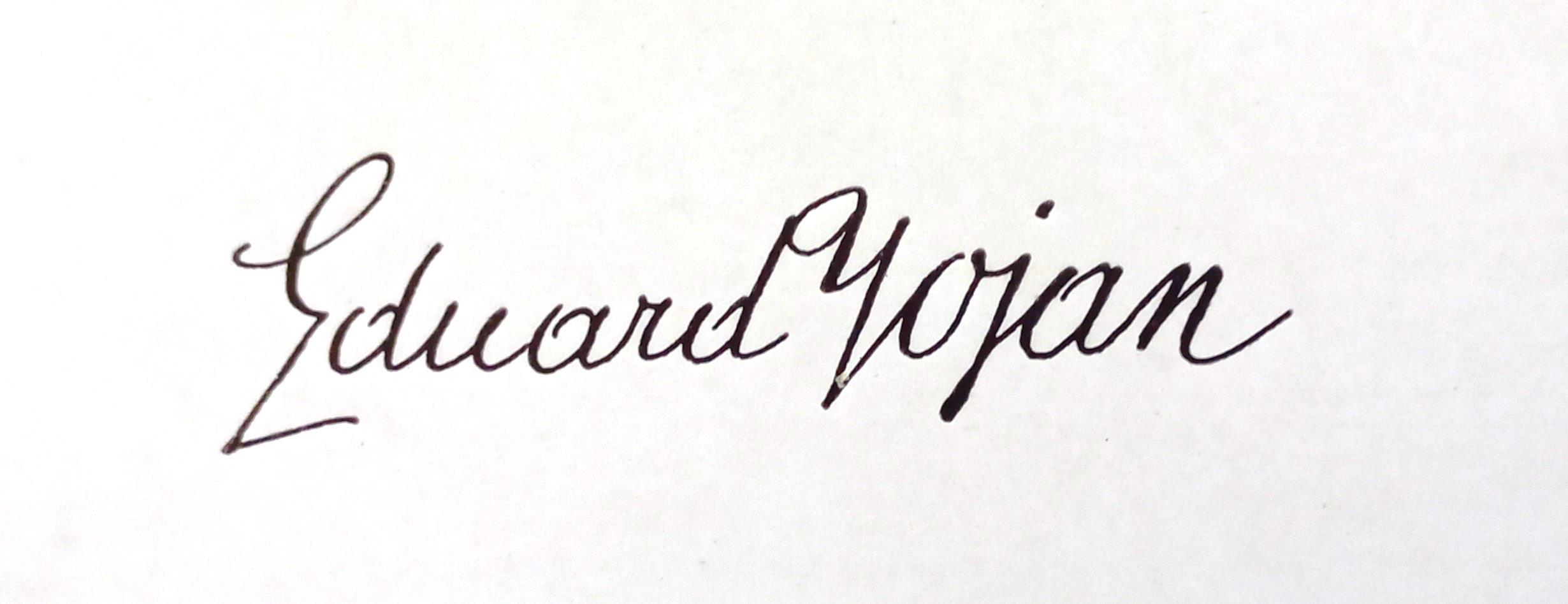
Autogram Eduarda Vojana

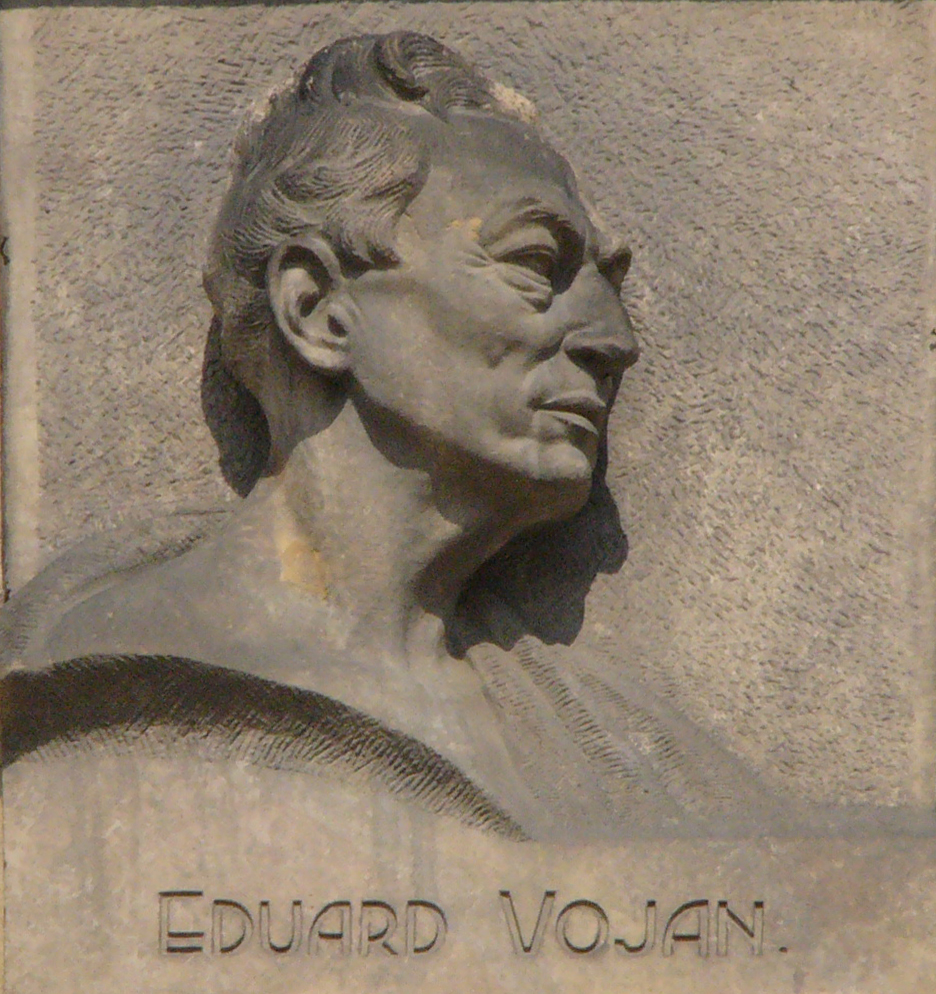
Eduard Vojan - reliéf

Eduard Vojan (5. května 1853 Praha-Malá Strana – 31. května 1920 Praha) byl český herec, člen Národního divadla, v němž vyvrcholilo české mimické umění na rozhraní 19. a 20. století.

## Život
Eduard Vojan, zakladatel moderního českého herectví, založeného na hlubokém psychologickém prožití ztvárňované postavy, přišel na svět 5. května 1853 na pražské Malé Straně, v domě čp. 67 v Míšenské ulici, v rodině Františka Vojana, podřízeného úředníka u zemské pokladny a Anny Vojanové, dcery tesařského mistra Josefa Krejčího z Volar. Kromě Eduarda měla rodina ještě čtyři dcery. Otec chtěl ze syna mít důstojníka rakouské armády.
Ale Vojan snil již od mládí o kariéře herce – touha po herectví ho pak neopustila ani tehdy, když jej otec za trest vzal ze studií na reálce a dal vyučit litografem: Vojan i pak ochotnicky hrál v malostranském souboru Thalia.
Hraní v tomto souboru pak bylo příčinou vážné Vojanovy roztržky s otcem – Vojan po této roztržce odešel ve svých šestnácti letech z domova a přidal se 24. února 1869 k divadelní společnosti Jiljí Krämera, která vystupovala v Unhošti u Prahy. Byl přijat v oboru "hrdinský milovník" za 12 zlatých měsíčně. F. L. Šmíd mu později zprostředkoval i účinkování ve staropražských šantánech.
Brzy se ale Vojan neúspěšně pokusil o návrat domů – po smrti matky (v roce 1869) doufal, že se s ním otec usmíří, ale čekalo ho zklamání. Následovaly dlouhé roky jeho účinkování v různých venkovských divadelních společnostech, kde dostával postupně stále významnější role. Prošel tak div. společnosti E. Rotta (1870–1) a Václava Brauna (1872–3). Po vojně odsloužené u 35. pěšího pluku (1873 až 1876) nastoupil v divadelní společnosti Josefa Emila Kramuela (1876–8) a pak u Jana Pištěka (1879–81).
Od roku 1881 pak Vojan hrál v plzeňské divadelní společnosti Františka Pokorného, který získal k provozování městské divadlo v Plzni. Zde v letech 1881 až 1884 vytvořil Vojan 70 postav. V Plzni dosáhl značných úspěchů a v roce 1883 byl pozván na zkoušky do pražského Národního divadla, avšak nakonec nebyl přijat. Divadlo pro léta 1885 až 1886 převzal Pavel Švanda ze Semčic. V prosinci 1885 však Švanda ohlásil odchod a Vojan požádal o převzetí plzeňského divadla. Divadlo mu bylo 16. června 1886 přiděleno, ale během měsíce se jej vzdal, neboť nedostal přislíbené peníze na provoz. Vojan se tedy vrátil v létě 1886 ke Švandovi do Prahy, u něhož pak hrál v letním divadle na pražském Smíchově a v zimě (1886–1888) v Brně. Švanda přijal do divadla rovněž nadějnou malostranskou ochotnici Hanu Kubešovou (později provdanou Kvapilovou), se kterou se Vojan sblížil důvěrněji při působení divadla v zimní sezóně v Brně a začátkem roku 1887 se tajně zasnoubili.

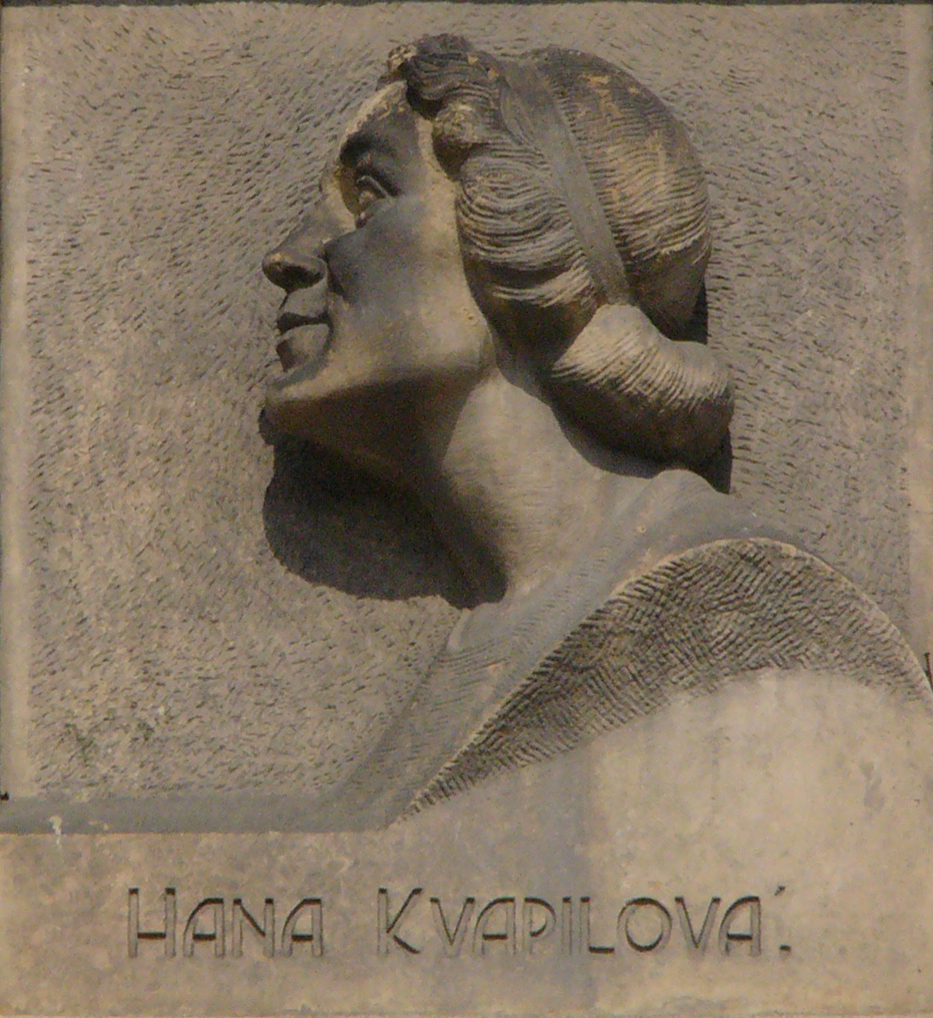
Hana Kvapilová

Ve Švandově divadle v letech 1886 až 1888 začala růst Vojanova sláva jako herce schopného citlivě rozlišovat charaktery svých rolí a postihnout vnitřní svět hrané postavy, Švanda jej proto stále častěji začíná obsazovat do psychologických rolí – společně s Hanou Kubešovou, jeho budoucí dlouholetou hereckou partnerkou, vytváří Vojan ve Švandově divadle nový herecký styl – psychologický realismus.
V polovině roku 1888 se Vojanovi splnil dávný sen – byl přijat do angažmá v pražském Národním divadle. Zde jej ale, stejně jako Kubešovou–Kvapilovou, čekalo zklamání – konzervativní publikum si žádalo operetu a výpravné hry, v činohře stále převládal romantický deklamační styl, realisticky ztvárněné drama si na jeviště Národního divadla hledalo cestu jen velmi obtížně – Vojan nebyl přijat příznivě, jako herec stál v pozadí.
Ke zlomu ve Vojanově kariéře došlo v roce 1894, když si spisovatel a spoluautor hry Maryša V. Mrštík vymínil, že postavu Francka bude hrát právě Vojan – Vojan se Mrštíkovi za projevenou důvěru odměnil mistrovským výkonem, který pak stál na počátku jeho slávy a uznání. Role pro Vojana si pak vyžádali ve svých hrách např. i Alois Jirásek, Jaroslav Kvapil či Jaroslav Hilbert a mnozí další.
Pod režijním vedením J. Kvapila, zastánce moderního a ansámblového provedení divadelní hry, pak Vojan ztvárnil mnohé významné role – hrál Veršinina v dramatu A. P. Čechova Tři sestry, Astrova ve hře Višňový sad stejného autora, objevným způsobem ztvárnil titulní postavy W. Shakespeara v dramatech Hamlet, Othello, Macbeth, Richard III. atd., hrál i v hrách H. Ibsena Stavitel Solness či John Gabriel Brockman, zářil též v dramatu E. Rostanda Cyrano z Bergeracu či jako Mefisto v Goetheho Faustovi.

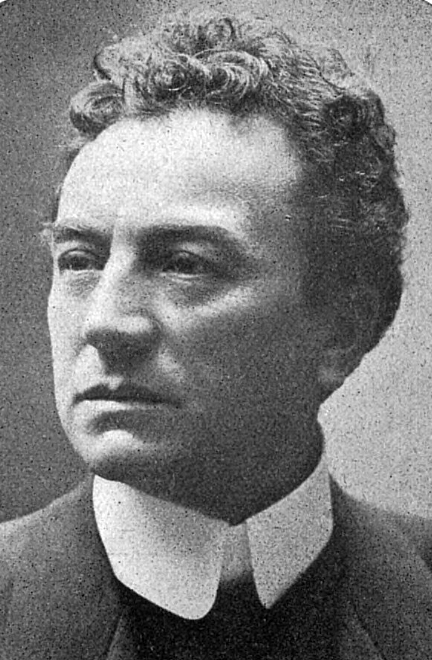
Eduard Vojan, herec Národního divadla

Za dobu svého působení v Národním divadle vytvořil Eduard Vojan na 309 postav v 278 divadelních hrách a dle Vojanových záznamů v jeho deníku v nich vystoupil celkem 3.175 krát , z toho velká většina těchto postav byla postavami hlavními – již tímto se nesmazatelně zapsal do dějin moderního českého divadla. Zvláštní místo zaujímá i mezi tehdejšími herci evropskými. Ve srovnání s nimi vyniká u Vojana silně individualistické založení postavy.
V roce 1910 hostoval v Národním divadle v Záhřebu a v Národním divadle v Bělehradu v rolích Hamleta, Shylocka a Othella.
Dne 29. dubna 1895 se Vojan oženil s Růženou Štěpánkovou, dcerou zámožného pražského krupaře a 25. února 1896 se jim narodila dcera Olga. Studovala herectví u Maxe Reinhardta v Berlíně, avšak zemřela tragicky 9. listopadu 1922. Druhorozená dcera Milada, narozená v prosinci roku 1900, zemřela v červenci 1903.
Eduard Vojan stanul na divadelních prknech naposledy 2. května 1920. Zemřel dne 31. května roku 1920 v Praze. Pohřeb za účasti prezidenta T. G. Masaryka se konal dne 3. 6. 1920. Je pochován v rodinné hrobce na Olšanských hřbitovech v Praze. (Olšanský hřbitov VI, odd. 10b, hrob 28) Jeho manželka Růžena zemřela o dvacet šest let později, 21. prosince 1946.
V nekrologu uveřejněném v časopisu Světozor bylo zdůrazněno, že se "navždy se scénou rozloučil nedostižný Žižka, Hus, Gero, Hamlet, Richard III. a Marcus Antonius. Jeho životní, podmanivé umění bude dlouho vzpomínáno jeho současníky a v historii českého divadla bude vepsáno na místo nejčestnější. Umřel opravdový suverén jeviště, zanechal tisíce srdcí v zármutku a své místo nevyplněné."

## Citát
| „                 | Tu jsem uviděl pána ve sportovním obleku, kráčejícího zvolna středem náměstí, kde bývalo večerní korzo. Poznal jsem ho okamžitě, třebaže jsem ho znal jen z fotografií; byl to Eduard Vojan. Hned jsem si uvědomil, že v Rakovníku je Sedláčkova divadelní společnost a že Vojan přijel pravděpodobně za nimi. Rázem zmizela starost o kluky, byl jsem zcela upoután postavou a tváří velkého herce. Měl jsem doma řadu jeho obrázků z různých rolí, mnoho jsem o něm četl a ještě více slyšel vyprávět starší studenty, studující už v Praze. Nemohl jsem se nikdy nasytit vyprávění o jeho hře, byl bych poslouchal donekonečna. | “ |
| — Zdeněk Štěpánek | |   |

## Ocenění
- 1913 čestný občan města Prahy
- 1913 čestný titul vrchního režiséra Národního divadla
- 1954 zahrada ministerstva financí, bývalého konventu karmelitek, pojmenována na jeho počest Vojanovy sady coby malostranského rodáka z blízké Míšeňské ulice čestný titul vrchního režiséra

## Osobnosti českého divadla a kultury o Eduardu Vojanovi
Jiří Mahen
- Byl z nejpoctivějších umělců, které kdy české divadlo mělo. Jeho pracovitost byla prostě úžasná. Divadlo a umění nebylo mu jenom planou láskou, bylo mu vášní, která stravovala celý jeho život. Všechen zájem u tohoto ducha soustřeďoval se jenom v divadle. České jeviště s jeho postavou vzrůstalo na jeviště, o němž se mluvilo v cizině s úctou, která zase byla vyvolávána pouhým citováním jména "Vojan". Nikdy nestavěl se na půdu laciných úspěchů, a proto nikdy před našima očima nestárl...Byl nejlepším z herců českého divadla, byl programem, k němuž se budeme muset navracet. [19]